# Péter Disztl
Péter Disztl (ur. 30 marca 1960 w Bai) – węgierski piłkarz grający na pozycji bramkarza. Jest starszym bratem Lászla Disztla, reprezentanta Węgier i uczestnika Mistrzostw Świata 1986.

## Kariera klubowa
Karierę piłkarską Disztl rozpoczął w Székesfehérvárze, w tamtejszym klubie Videoton FC. W sezonie 1977/1978 zadebiutował w jego barwach w pierwszej lidze węgierskiej. Przez lata był podstawowym bramkarzem tego klubu. W 1985 roku wystąpił w przegranym 0:3 finale Pucharu UEFA z Realem Madryt. W 1987 roku odszedł z Videotonu do Honvédu Budapeszt. W 1988 roku wywalczył swoje pierwsze w karierze mistrzostwo kraju, a w 1989 roku obronił z Honvédem tytuł mistrzowski.
Latem 1989 roku Disztl został piłkarzem niemieckiego drugoligowca, Rot-Weiß Erfurt. Na początku 1992 roku na pół sezonu przeszedł do VfB Lipsk. W 1993 roku grał w malezyjskim Selangorze.
W 1993 roku Disztl wrócił na Węgry. Został piłkarzem Budapesti Vasutas. W sezonie 1994/1995 grał w trzech klubach: Győri ETO FC, Veszprémi LC i Fehérvárze Parmalat. Na początku 1996 roku przeszedł do Haladásu Szombathely, a w 1997 roku kończył karierę w Pécsi MFC.
| Sezon   | Klub                | Kraj    | Rozgrywki               | Mecze | Bramki |
| ------- | ------------------- | ------- | ----------------------- | ----- | ------ |
| 1977/78 | Videoton FC         | Węgry   | Nemzeti Bajnokság I     | 1     | 0      |
| 1978/79 | Videoton FC         | Węgry   | Nemzeti Bajnokság I     | 6     | 0      |
| 1979/80 | Videoton FC         | Węgry   | Nemzeti Bajnokság I     | 18    | 0      |
| 1980/81 | Videoton FC         | Węgry   | Nemzeti Bajnokság I     | 33    | 0      |
| 1981/82 | Videoton FC         | Węgry   | Nemzeti Bajnokság I     | 28    | 0      |
| 1982/83 | Videoton FC         | Węgry   | Nemzeti Bajnokság I     | 30    | 0      |
| 1983/84 | Videoton FC         | Węgry   | Nemzeti Bajnokság I     | 30    | 0      |
| 1984/85 | Videoton FC         | Węgry   | Nemzeti Bajnokság I     | 23    | 0      |
| 1985/86 | Videoton FC         | Węgry   | Nemzeti Bajnokság I     | 28    | 0      |
| 1986/87 | Videoton FC         | Węgry   | Nemzeti Bajnokság I     | 20    | 0      |
| 1987/88 | Budapest Honvéd FC  | Węgry   | Nemzeti Bajnokság I     | 30    | 0      |
| 1988/89 | Budapest Honvéd FC  | Węgry   | Nemzeti Bajnokság I     | 30    | 0      |
| 1989/90 | Budapest Honvéd FC  | Węgry   | Nemzeti Bajnokság I     | 30    | 0      |
| 1990/91 | Rot-Weiß Erfurt     | Niemcy  | 2. Bundesliga           | 24    | 0      |
| 1991/92 | Rot-Weiß Erfurt     | Niemcy  | 2. Bundesliga           | 21    | 0      |
| 1991/92 | VfB Leipzig         | Niemcy  | 2. Bundesliga           | 11    | 0      |
| 1993    | Selangor FA         | Malezja | Premier League Malaysia | ?     | 0      |
| 1993/94 | Budapesti Vasutas   | Węgry   | Nemzeti Bajnokság I     | 16    | 0      |
| 1994/95 | Győri ETO FC        | Węgry   | Nemzeti Bajnokság I     | 6     | 0      |
| 1994/95 | Veszprémi LC        | Węgry   | Nemzeti Bajnokság II.   | 5     | 0      |
| 1994/95 | Fehérvár Parmalat   | Węgry   | Nemzeti Bajnokság I     | 15    | 0      |
| 1995/96 | Fehérvár Parmalat   | Węgry   | Nemzeti Bajnokság I     | 12    | 0      |
| 1995/96 | Haladás Szombathely | Węgry   | Nemzeti Bajnokság I     | 5     | 0      |
| 1996/97 | Pécsi Munkás FC     | Węgry   | Nemzeti Bajnokság I     | 11    | 0      |

## Kariera reprezentacyjna
W reprezentacji Węgier Disztl zadebiutował 23 maja 1984 roku w zremisowanym 0:0 towarzyskim spotkaniu z Norwegią. W 1986 roku został powołany przez selekcjonera Györgya Mezeyego do kadry na Mistrzostwa Świata w Meksyku. Na tym turnieju był podstawowym bramkarzem i rozegrał 2 spotkania: ze Związkiem Radzieckim (0:6) i z Francją (0:3). Od 1984 do 1989 roku rozegrał w kadrze narodowej 37 meczów.